# Violka písečná
Violka písečná (Viola rupestris, syn.Viola arenaria) je vytrvalá bylina z čeledi violkovité (Violaceae). Někdy se nazývala také violka skalní, ale tento název je nevhodný, plete se s druhem Viola saxatilis. 

## Popis
Nápadně drobný druh violky, dorůstá jen 3-7, vzácněji až 12 cm. Oddenek je šikmý až plazivý, jen někdy je i vícehlavý. Listy jsou jednoduché, čepele listů na bázi mělce srdčité, drobné (maximálně 2,5 cm široké), široce až okrouhle vejčité, (lodyžní listy jsou často až téměř okrouhlé), všechny listy na okraji mělce vroubkovaně pilovité. Lodyha se vytváří. Na bázi listů jsou palisty, které jsou u přízemních i lodyžních listů třásnitě zubaté. Lodyhy jsou většinou nápadně pýřité, jakoby „semišové“. Na květní stopce jsou listénce, které jsou v horní polovině květní stopky. Květy jsou nevonné, korunní lístky jsou modrofialové až růžovofilaové, na bázi skoro bílé, ostruha je světle bělavá až bělavě modrofialová či narůžovělá. Kvete v dubnu až v květnu. Plodem je tobolka.

## Rozšíření ve světě
Roste v Evropě a v Asii, hlavě v mírném a v boreálním pásmu, jižněji v horách, třeba Pyreneje, Himálaj. Mapa viz zde: .

## Rozšíření v Česku
V ČR se chová spíše jako druh teplomilný, který je rozšířen hlavně v nižších polohách, preferuje bazický až neutrální podklad. Ve značné části území chybí zcela. Roste na výslunných až polostinných svazích, v suchých trávnících či přirozených borech a v borových doubravách na vápnitých píscích.